# صالح محسوب
الدكتور صالح محسوب (1919 - 2016 م) عضو سابق في محكمة تمييز العراق ونائب رئيسها عام 1977 ، وهو أحد قضاة العراق المتميزين والباحثين القانونيين، وشارك في وضع نصوص قانون التجارة العراقي.

## الولادة والنشاة
هو صالح بن عبد الرزاق (محسوب) بن صالح بن عبد الهادي بن محمد العبيدي، ولد في بغداد عام 1337 هـ/ 1919م، وهو من أسرة بغدادية قديمة معروفة في الأعظمية، ترجع في نسبها إلى عشيرة العبيد، وكان والده عبد الرزاق محسوب رجلا مشهورا في بغداد لأنه صانع ساعة الأعظمية التي عرضت في المعرض الزراعي الصناعي ببغداد عام 1932م، وحازت الدرجة الأولى، ولقد شكره الملك فيصل الأول عليها، وبقيت هذه الساعة إلى أن نصبت في برج الساعة في جامع الإمام الأعظم عام 1961م.

## الدراسة
في عام 1941م، نال شهادة البكالوريوس في القانون من كلية الحقوق في بغداد، وفي عام 1952 حصل على شهادة الدكتوراه في القانون من جامعة جنيف في سويسرا.

## الوظائف
- عين عام 1945 قاضيا في محكمة بداءة عنة.
- في عام 1946 نقل قاضيا في محكمة بداءة النجف
- بعد عودته من سويسرا نقل عام 1954 إلى عضوية ديوان التدوين القانوني ببغداد.
- ثم نقل عام 1956 إلى وظيفة مفتش عدلي في وزارة العدل.
- في عام 1977 أصبح نائب رئيس محكمة تمييز العراق.
- في عام 1982 أحيل إلى التقاعد لبلوغه السن القانونية ثم عين بصفة مشاور قانوني في المجلس الوطني للفترة من عام 1984 إلى عام 1994.

## مؤلفاته
- كتاب باللغة الفرنسية بعنوان مدى التزام القاضي بالنص القانوني طبع ونشر في باريس عام 1952م.
- التفسير والقياس في النصوص العقابية نشر عام 1954م.
- كتاب (فن القضاء) نشر عام 1982م.
- كتاب الخبرة النفسية في مجال المحاكمة الجزائية نشر عام 1993م.
- إضافة إلى مجموعة من الدراسات والبحوث التي نشرت في مجلة القضاء العراقية ودوريات أخرى.
- شارك مع الدكتور محسن شفيق من جامعة القاهرة في وضع نصوص قانون التجارة العراقي.

## مؤتمرات
شارك في مؤتمرات قانونية ، منها:
- مؤتمر ميلانو بإيطاليا لمكافحة الجريمة 1956
- مؤتمر الامم المتحدة السادس لمنع الجريمة في فنزويلا عام 1980.

## ابتكاراته
في عام 1972م، نال الجائزة الأولى في مسابقة علمية على ابتكاره ساعة مائية قام بصنعها على غرار ساعة المدرسة المستنصرية القديمة، وهي تعمل بفعل الطاقة المائية وقد نوهت باختراعه الصحف المحلية في حينها، ونوه به ناجي جواد الساعاتي في كتابه صناعة الوقت.